# Ofensiva del cruce del Éufrates (2017)
 La ofensiva del cruce del Éufrates de 2017 fue una ofensiva militar lanzada por el Ejército Árabe Sirio contra miembros del Estado Islámico de Irak y el Levante (EIIL) en la Gobernación de Deir ez-Zor, luego del rompimiento del sitio de tres años en la ciudad de Deir ez-Zor. La ofensiva del cruce del Éufrates, conducida por tropas del gobierno, se llevó a cabo con el objetivo de detener a las Fuerzas Democráticas Sirias respaldadas por los Estados Unidos.
La ofensiva fue concurrente con las dos ofensivas de la SDF, la batalla de Raqa y la ofensiva del norte de Deir ez-Zor, así como la ofensiva de Hawija en Irak. 

## Contexto

### 2011–14
Las protestas contra el gobierno sirio y la violencia en la ciudad siria Deir ez-Zor tuvieron lugar desde marzo de 2011, pero los enfrentamientos a gran escala comenzaron a fines de noviembre de 2011 para que los rebeldes tomaran el control de la parte oriental de Siria. A fines de 2013, los rebeldes tomaron la mayor parte de la provincia, dejando solo un pequeño control del gobierno dentro y alrededor de la ciudad de Deir ez-Zor. 

### 2014–17
Tras la expansión del Estado Islámico de Irak y Levante a finales de 2013 y principios de 2014, las fuerzas del EIIL lanzaron una ofensiva importante contra los rebeldes en la provincia y en la ciudad de Deir Ez-Zor , expulsando a las fuerzas rebeldes y asediando tropas gubernamentales en Deir ez -Zory.  Durante más de tres años, el Ejército Árabe Sirio logró mantener el control de la mitad occidental de la ciudad, mientras que el EIIL controlaba todo el lado este de la ciudad. Durante este tiempo, el EIIL lanzó varias ofensivas para capturar las partes restantes de la ciudad con ganancias limitadas.

### Verano de 2017
El 27 de agosto, como parte de una campaña más amplia en el centro de Siria contra el EIIL, el Ejército Árabe Sirio lanzó una gran ofensiva contra la ciudad de Deir ez-Zor en un intento de romper el sitio.  El 3 de septiembre, las fuerzas pro-gubernamentales irrumpieron en las primeras líneas de defensa de la ciudad alrededor de las 10 p. m..  Dos días después, el asedio se rompió.  Poco después, las Fuerzas Democráticas Sirias (SDF) lanzaron una ofensiva en las posiciones del EIIL al este del río Éufrates el 8 de septiembre, y los funcionarios estadounidenses y kurdos anunciaron que no permitirían que el ejército árabe sirio cruzara a través del Éufrates.  Mientras tanto, el 10 de septiembre, el ejército árabe sirio rompió el sitio del aeropuerto militar Deir ez-Zor, después de lo cual empujaron hacia el sur. Al mismo tiempo, el SDF se abrió paso a las afueras de la ciudad al otro lado del Éufrates y ocupó la zona industrial y la carretera principal. El 11 de septiembre, el ejército árabe sirio y los medios de comunicación gubernamentales anunciaron el inicio de un desembarco ofensivo y anfibio sobre el río Éufrates, comenzando con la instalación de puentes de pontones y anfibios. El anuncio en los medios de comunicación gubernamentales fue que la operación militar se llamaría el asalto de Assad con motivo del cumpleaños del presidente sirio Bashar al-Assad. El 15 de septiembre, la portavoz del Ministerio de Relaciones Exteriores de Rusia, María Zajárova, anunció el inicio de una ofensiva del ejército en el río Éufrates, y un día después la fuerza aérea rusa bombardeó las posiciones de la SDF al noreste de Deir ez-Zor.  En otros lugares, las fuerzas progubernamentales, con el apoyo de los ataques aéreos rusos, lanzaron operaciones contra el distrito noroeste de la ciudad de Deir ez-Zor.  El mismo día, el gobierno sirio anunció el inicio de una ofensiva contra Al-Bukamal y el cierre completo de la frontera con Irak.

## La ofensiva
El 18 de septiembre, las fuerzas progubernamentales cruzaron el río Éufrates utilizando puentes improvisados y lanzaron una ofensiva en la orilla este de la ciudad de Deir ez-Zor, avanzando a 3 millas (5 km) de puestos ocupados por el SDF.  Al día siguiente, la SAA dijo que las fuerzas progubernamentales continuaban avanzando en la orilla este del Éufrates, incluido un ataque contra la aldea de al-Sabah.
El 20 de septiembre, el Ministerio de Defensa ruso acusó a la SDF respaldada por Estados Unidos de asistir al EIIL en el Este de Deir Ez-Zor de varias maneras en un intento por evitar que el ejército sirio capture la región. El mayor general ruso Ígor Konashénkov, portavoz del Ministerio, señaló que los más fuertes contraataques del EIIL y los bombardeos de artillería en el puente del ejército sirio en la orilla oriental del río Éufrates provinieron del norte, donde las fuerzas estadounidenses y kurdas mantienen posiciones, no desde el sur, donde estaban la mayoría de las fuerzas del EIIL. El general ruso acusó a la Coalición estadounidense de otros actos de sabotaje contra las fuerzas del ejército sirio. Estados Unidos negó la complicidad con EIIL.
El 21 de septiembre, el EIIL publicó un video que parecía mostrar que estaba desplegando drones armados para evitar que la SAA ampliara sus posiciones en la costa este de Deir ez-Zor.  EIIL abrió fuego contra el ejército sirio, pero el ejército no reportó pérdidas.  Mientras tanto, el Ejército Árabe Sirio (SAA) continuó su marcha a lo largo de la costa este del río Éufrates, capturando una nueva ciudad ubicada cerca de los campos petroleros estratégicos de Al-'Omar, luego de fuertes enfrentamientos con miembros de EIIL. Con el apoyo de artillería pesada de las Brigadas 113.º y 137.º de la 17.º División, la 5.ª Legión del Ejército Árabe Sirio informó que había superado las posiciones del EIIL al este del recién capturado al-Marat para avanzar a Mazloum. La 4.ª División Mecanizada y la 5.ª Legión comenzaron un avance al sur de Mazloum hacia Khasham.
El 5 de octubre, las unidades de la 4.ª División Blindada cruzaron el Éufrates.  El 16 de octubre, el ejército sirio capturó la ciudad de al-Husayniyah en el otro lado del Éufrates de Deir ez-Zor después de un día completo de enfrentamientos con combatientes del EIIL.  Al día siguiente, la ciudad de Janenah también fue capturada.
El 18 de octubre, el general de división Issam Zahreddine, comandante de la 104a Brigada Aerotransportada de la Guardia Republicana que dirigía el ejército sirio durante el asedio de Deir ez-Zor durante tres años, fue asesinado por una mina terrestre en la isla de Saqr, dentro del río Éufrates.
El ejército sirio capturó partes del sur de la zona industrial de Deir ez-Zor, incluida la fábrica de papel y la zona de construcción, al norte de la aldea de Al-Salhiyah en la mañana del 20 de octubre. A la mañana siguiente, dos asentamientos fueron capturados por el ejército sirio.

## Secuelas
El ejército sirio comenzó a operar para recapturar la ciudad de Deir ez-Zor el 17 de octubre y el 3 de noviembre, las fuerzas gubernamentales capturaron completamente la ciudad.